# Licence sportive
Pour les articles homonymes, voir Licence.

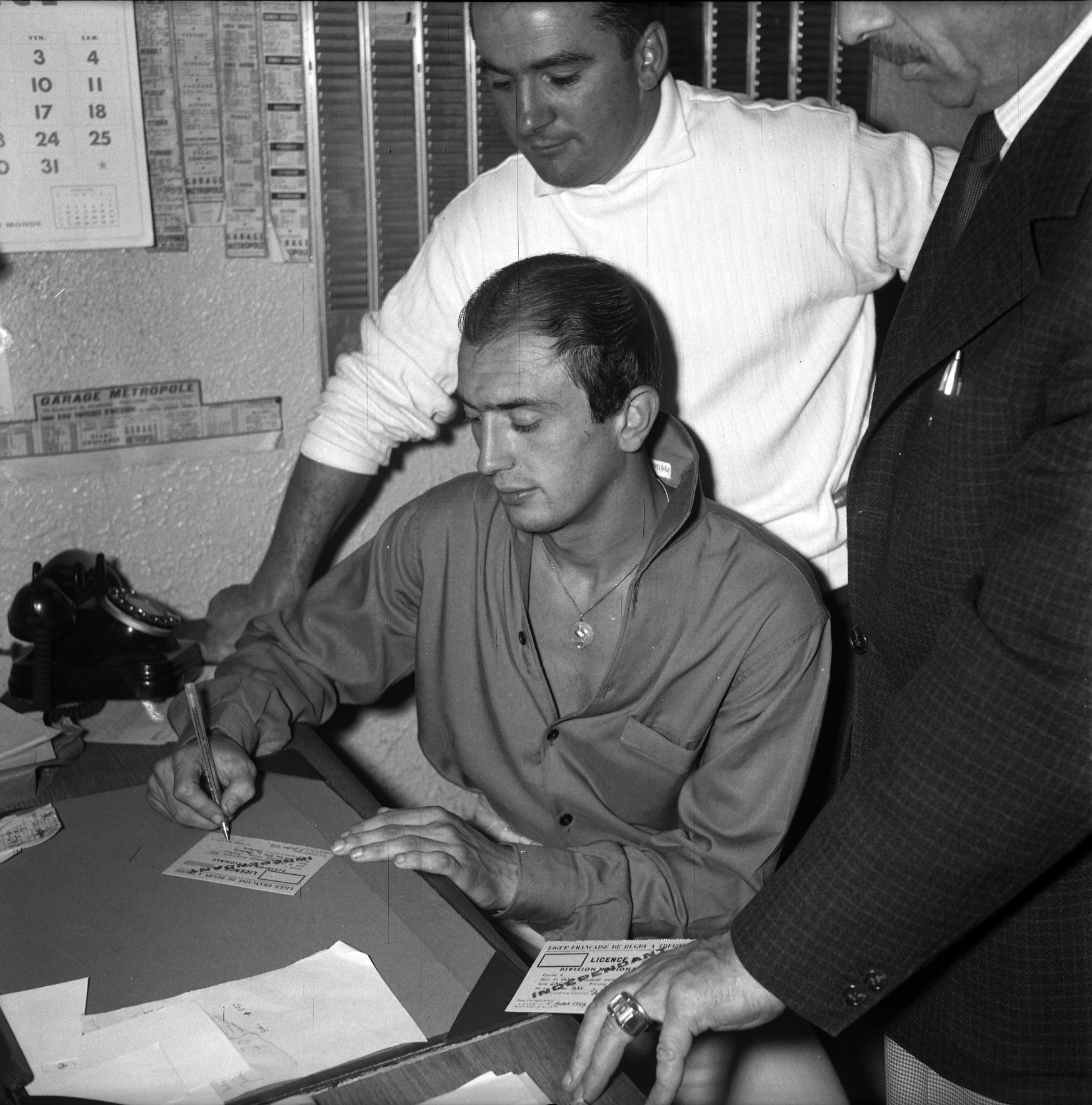
Pierre Lacaze signant au Toulouse Olympique sa licence de Rugby à XIII auprès de la Ligue Française de Rugby en 1959.

Une licence sportive, ou simplement licence, est un acte unilatéral d'une fédération sportive permettant à un individu visé la pratique du sport dont elle a la charge, sa participation aux compétitions sportives qu'elle organise et, le cas échéant, selon les statuts de la fédération en question, son concours au fonctionnement de cette institution elle-même. On évalue généralement la pratique d'un sport dans une région donnée au nombre des titulaires d'une licence, dits licenciés, sauf si le sport en question est surtout pratiqué hors de structures encadrées.